# كلاي كارول
كلاي كارول (بالإنجليزية: Clay Carroll)‏ هو لاعب كرة قاعدة أمريكي، ولد في 2 مايو 1941 في كلانتون في الولايات المتحدة.

## وصلات خارجية
- كلاي كارول على موقع جمعية أبحاث البيسبول الأمريكية (الإنجليزية)
- كلاي كارول على موقع قاعة ألاباما للمشاهير الرياضية (مؤرشف) (الإنجليزية)